# عبدالصاحب طاهری موسوی
سید عبدالصاحب طاهری موسوی (زاده ۱۳۲۹) سیاست‌مدار ایرانی است، که در دوره دوم مجلس شورای اسلامی به‌عنوان نماینده خرمشهر و در دوره سوم مجلس شورای اسلامی به‌عنوان نماینده حوزهٔ انتخابیهٔ شادگان، از استان خوزستان در مجلس شورای اسلامی حضور داشت.